# Strategisk autonomi
Strategisk autonomi är ett politiskt mål för Europeiska unionen under kommissionen von der Leyen I och kommissionen von der Leyen II.
Strategisk autonomi definieras som en stats förmåga att fullfölja sina nationella intressen och anta sin egen utrikespolitik utan att vara beroende eller manipulerad av andra främmande stater.
I europeiskt sammanhang är strategisk autonomi Europeiska unionens förmåga att försvara Europa och agera militärt i dess grannskap utan att förlita sig så mycket på USA.

## Bakgrund
Den första hänvisningen till begreppet strategisk autonomi i Europeiska unionens råds diskussioner är från december 2013. Europeiska rådet efterlyste en utveckling av den europeiska försvarskapaciteten för att stärka Europeiska unionens strategiska autonomi.
2016 blev strategisk autonomi en del av EU:s globala strategi för att förbättra Europeiska unionens försvarskapacitet, inklusive inrättandet av en europeisk försvarsfond som inrättades 2017. Strategisk autonomi blev centralt för EU-kommissionen under ledning av Ursula von der Leyen, som uttalade målet om en "geopolitisk kommission". Medlemmar av kommissionen von der Leyen I, inklusive Josep Borrell och Thierry Breton, hävdade att Europas mjuka makt måste kompletteras med en hårdare maktdimension.
Inledningsvis har konceptet med den europeiska strategiska autonomin inspirerats av Frankrike, som förespråkade denna strategi på EU-nivå. Strategisk autonomi har dock utvecklats till ett bredare koncept som inkluderar ekonomisk politik, energi- och digitalpolitik, samt initiativ som GAIA-X. Vissa av EU:s medlemsstater, som Tyskland, har andra preferenser än Frankrike när det gäller prioriteringarna för en europeisk politik för strategisk autonomi. Strategisk autonomi blev även en del av EU:s digitala politik med målet att säkerställa europeisk suveränitet mot Kina.

## Efter Trump
Strategisk autonomi var en prioritet inom den europeiska försvarspolitiken under Donald Trumps presidentskap i USA, då han ansågs som en opålitlig partner av Europeiska unionen. Målet med strategisk autonomi är dock inte att agera ensam militärt, och Europeiska unionen kan karakteriseras som icke-interventionistisk till sin natur. Valet av Joe Biden i USA väckte förväntningar på en transatlantisk enighet, vilket måste förenas med Europeiska unionens strategiska autonomi. Valet av Joe Biden har lett till viss oenighet mellan Frankrike och Tyskland om framtiden för europeiskt försvar och den strategiska autonomin.
Biden-administrationen har uttryckt kritik mot EU:s strategiska autonomiambitioner och EU:s vilja att utveckla sin egen militära kapacitet.
Den ryska invasionen av Ukraina 2022 har uppfattats som en attack mot EU:s institutioner och ett test av den europeiska strategiska autonomin, försvarad av den franske presidenten Emmanuel Macron.